# Великите владетели (музикален албум)
Великите владетели е тринадесетият студиен албум на рок група „Епизод“, издаден през 2019 година.

## Песни
- „Авитохол“
- „Тервел“
- „Законите на Крум“
- „Омуртаг“
- „Борис“
- „Симеон“
- „Самуил“
- „Калоян“
- „Иван Асен“ („Асеновград“)
- „Аз съм българче“

## Изпълнители

### От „Епизод“
- Емил Чендов – вокал
- Симеон Ангелов – вокал
- Васил Бележков – китари, клавишни, беквокали
- Симеон Христов – бас китара, беквокали, drum programming
- Христо Гьошарков – барабани

### Други участници
- Кирил Янев – вокал („Законите на Крум“)
- Деян Александров – барабани („Законите на Крум“, „Аз съм българче)
- Вероника Георгиева – вокал („Борис“)
- Виктория Миланова – вокал („Аз съм българче“)